# Демократическая Республика Афганистан
Демократи́ческая Респу́блика Афганиста́н (ДРА) (дари جمهوری دموکراتیک افغانستان, Джумһури-йе Димукратик-е Афгонистон; пушту دافغانستان دمکراتیک جمهوریت‎, Да Афгонистон Димукратик Джумһурият) — официальное название афганского государства с 30 апреля 1978 года после победы Апрельской революции. Существовала до 30 ноября 1987 года, когда по решению Лойя-джирги была переименована в Республику Афганистан, которая в апреле 1992 года была ликвидирована афганскими моджахедами.

## История

### Апрельская революция
27-28 апреля 1978 года (7 саура 1357 года мусульм. летоисчисл.) в Афганистане происходит Апрельская революция, в результате которой группа военных во главе с подполковником Абдул Кадыром свергает президента Дауда и передает 29 апреля власть Революционному Совету. По местному радио была зачитана декларация о смене власти на двух языках: дари и пушту. Новым премьер-министром становится Нур Мухаммед Тараки, а страна провозглашается «демократической республикой». Флагом нового государства стало красное знамя. 30 апреля 1978 новая республика была признана большинством стран мира, в том числе СССР и социалистическими странами, США, Великобританией, Пакистаном. Революционная власть провозглашает аграрную реформу, издав декрет «О сокращении крестьянской задолженности и ликвидации ростовщичества»: от ростовщической задолженности было освобождено 11 млн крестьян. Было заявлено равноправие женщин и укрепление государственного сектора в экономике. Первоначально революция не встретила никакого серьёзного сопротивления.

### Нарастание кризиса
Назревшая аграрная реформа постепенно начала давать сбои, так как настроило против власти влиятельных вождей племен и духовенство. Лучшие наделы получали родственники чиновников, а бедняки часто не знали что делать с землей. В итоге крестьянство не стало опорой новой власти, большей частью рекрутированной среди военных и интеллигенции, которая оторвалась от своих корней и прошла обучение у советских специалистов. Игнорирование племенной структуры привело к отчуждению революционной власти от широких масс населения. Одновременно, декларативно просоветская позиция лидеров ДРА вызвала неприятие со стороны геополитических противников СССР: США, Китая и Ирана. Вместе с тем обострилась и внутрипартийная борьба за власть, результатом которой стала ссылка Кармаля в ЧССР. При расправе с оппонентами власти неразборчиво применяли жестокость. Революционная власть стремительно теряла авторитет.
Первые волнения вспыхнули 8 октября 1978 года в традиционно обособленном Нуристане (ранее он назывался Кафиристан, то есть «земля неверных»). 15 марта 1979 года взбунтовался Герат. В мятеже приняли участие афганские военнослужащие 17-й пехотной дивизии, один из которых (Исмаил-хан) впоследствии стал одним из лидеров вооруженной оппозиции. Во время восстания погибло трое советских специалистов. Против восставших были применены танки и авиация (Ил-28). 21 марта, на следующий день после подавления мятежа в Герате, был раскрыт заговор в Джелалабадском гарнизоне. По обвинению в антиправительственных действиях было арестовано более 230 солдат и офицеров. Эти события, пишет генерал Б. В. Громов в своей книге «Ограниченный контингент», фактически поставили под угрозу само существование революционного режима в стране. 5 августа восстал гарнизон крепости Бала-Хиссар в Кабуле (26-й полк ВДВ и батальон «коммандос»).
16 сентября 1979 года Тараки был отстранен от власти своим сподвижником Амином, который установил режим личной диктатуры. Амин пытался упрочить свою власть посредством репрессий и террора, однако не смог справиться с кризисом. Недовольное его внешней политикой руководство СССР провело в Афганистане государственный переворот и заменило руководство Афганистана на марионеточное.

### Афганская война

#### Правление Кармаля
27 декабря 1979 года советские спецслужбы ликвидировали Амина и передали власть Кармалю, который на момент штурма находился на аэродроме Баграм. Ещё за два дня до этого, 25 декабря, начался ввод Ограниченного Контингента на территорию Афганистана. Изначально планировалось, что советские войска усилят афганские правительственные силы, однако имели место восстания афганских военнослужащих против присутствия советских войск. К северу от Кабула образовался антисоветский Панджшерский фронт. Кармаль пытался проводить более умеренную политику, чем его предшественники. Он положил конец эре террора, объявив о всеобщей амнистии и выпустив на свободу около 15 тыс. заключённых. Также он отказался от красного флага в пользу чёрно-красно-зелёного триколора.
В конституции 1980 года тема социализма была заретуширована. Мусульманам декларировалась свобода отправления культа. Была попытка опереться на широкий фронт трудового народа, включая ремесленников и кочевников. Аграрная реформа стала учитывать интересы духовенства и племенной знати. С помощью всеобщей воинской повинности Кармаль попытался расширить социальную базу для своего режима, однако маховик гражданской войны был раскручен, и подобные жесты воспринимались оппозицией как проявление слабости. 22 февраля 1980 года вспыхнул кабульский мятеж. Весной того же года 20-24 апреля в Кабуле также прошли массовые антиправительственные демонстрации, которые были разогнаны низкими полётами реактивных самолётов. Весной 1985 года советские войска совместно с афганскими солдатами провели Кунарскую операцию против баз душманов у границы с Пакистаном.

#### Правление Наджибуллы
4 мая 1986 на XVIII пленуме ЦК НДПА Наджибулла сменил Кармаля, что отражало смену настроений в СССР, где началась Перестройка. Новая линия заключалась в демократизации и поиску компромисса c вооружённой оппозицией («национальное примирение»). Аграрная реформа была свёрнута, разрешалась частная собственность, максимум земельного надела увеличивался до 20 га. Между тем советские войска провели в августе 1986 года в Герате успешную спецоперацию по разгрому отрядов Исмаил-хана. 2 июля 1987 года вступил закон о партиях, впервые за многие годы вводилась форма представительной власти Лойя Джирга, на первом заседании которой (1 декабря) была принята новая конституция и Наджибулла был утверждён на посту президента. В конце 1987 году происходили ожесточённые столкновения между советскими войсками и душманами на юго-востоке страны.
С 15 мая 1988 года по 15 февраля 1989 года происходил вывод советских войск из Афганистана. В конце 1988 года под контролем афганского правительства находились 81 % провинциальных центров, 46,8 % уездных и волостных центров, 23,5 % уездов и волостей. После вывода советских войск правительственные силы Республики Афганистан контролировали большую часть территории страны (26 из 28 провинций, 114 из 187 уездных центров и 6110 кишлаков), в то время как вооружённые формирования оппозиции контролировали две провинции — Бамиан и Тахар — и 76 уездов.
В течение 1989 года афганские правительственные войска отразили несколько наступлений моджахедов, в том числе штурм Джелалабада (5 марта—16 мая), Хоста и Кабула. Однако в дальнейшем, оказавшись в международной изоляции, правительство Республики Афганистан не смогло справиться с отрядами моджахедов.
6-7 марта 1990 года вспыхнул мятеж Таная. Утром 6 марта министр обороны Афганистана Танай с группой офицеров и сильной охраной прибыл на аэродром Баграм, располагавшийся в 60 км к северо-западу от Кабула, и отдал приказ о нанесении авиаударов по Кабулу. На его стороне выступили 4-я и 15-я танковые бригады, 52-й полк связи и 40-я дивизия. Ожесточённые бои правительственных войск с мятежниками развернулись в районе Министерства обороны и вокруг авиабазы Баграм, в результаты правительственным войскам удалось подавить сопротивление путчистов. 7 марта, в 12 часов 25 минут, Танай вместе с другими взбунтовавшимися генералами и их семьи вылетели с аэродрома Баграм в Пакистан. 8 марта на заседании Политбюро ЦК НДПА Танай был выведен из состава её членов, а 18 марта пленум ЦК исключил его из партии.
Летом 1990 года НДПА была переименована в партию «Ватан» («Отечество») и полностью отказалась от коммунистической идеологии.
11 апреля 1991, — после 11-летней блокады полевому командиру моджахедов Джалалуддину Хаккани сдался город Хост. К первой половине 1991 года Наджибулла контролировал всего 10 % территории страны.
В марте 1992 на сторону моджахедов перешла 53-й пехотная дивизия под командованием генерал-полковника Абдул Рашид Дустума, что окончательно подорвало режим Наджибуллы. В ночь на 28 апреля 1992 года войска полевого командира моджахедов Ахмад Шах Масуда и Абдул Рашид Дустума без боя вошли в Кабул, после чего Афганистан был провозглашен исламским государством.

## Население
Афганистан был традиционно многонациональным государством. По переписи 1979 года в нём насчитывалось 15,5 млн человек, из них:
1. пуштуны — 48 % (9 млн)
2. таджики — 16 % (3 млн)
3. хазарейцы — 11 % (2 млн)
4. узбеки — 8 % (1.5 млн)
5. другие национальности (туркмены, белуджи, нуристанцы, чараймаки, пашаи и пр.) — 17 %[7]

В 1987 году численность населения ДРА оценивалась в 17,5 млн человек, из них половину составляли пуштуны.
В последующее время при общем росте числа населения доля пуштунов значительно сократилась (на 7-8 %), тогда как доля таджиков значительно возросла (на 22 %). Удельная доля хазарейцев и узбеков сохранилась. Партийная верхушка НДПА (Тараки, Амин, Кармаль, Наджибулла) была по преимуществу пуштунской, но происходила из племени гильзаев. Однако из гильзаев происходил и один из лидеров исламской оппозиции Хекматияр. До апрельской революции власть принадлежала пуштунскому племени дуррани.

## Государственное устройство
Высшим государственным органом страны являлся Революционный совет (Афганистан) (РС) во главе с председателем. Правительство подчинялось Революционному совету. На практике Революционный совет состоял из членов правящей Народно-демократической партии Афганистана (НДПА). Функционирование совета осложняла фракционная борьба между Хальк и Парчам, которые отражали пеструю национально-племенную составляющую Афганского государства. Временами (при Амине) политический строй вырождался в режим личной диктатуры. Лишь в 1987 году в стране стал функционировать представительный орган Лойя-джирга, а глава государства получил звание президента. ДРА была переименована в республику Афганистан. После попытки бегства и смещения президента Наджибуллы 16 апреля 1992 года власть в Афганистане перешла к Военному совету во главе с Наби Азими.18 апреля 1992 года Совет назначил президентом вице-президента страны Абдул Рахима Хатефа, который 28 апреля сдал власть вступившим в Кабул моджахедам.

## Внутренняя политика
Политика правительства была ориентирована на построение в Афганистане социалистической республики.
Первоочередными мерами власти объявили сокращение задолженности безземельных и малоземельных крестьян, ликвидация ростовщичества и отмена традиционного для пуштунов махора.
Одним из первых мероприятий, предпринятых после прихода к власти Б. Кармаля и направленных на нормализацию обстановки в стране, стало объявление 1 января 1980 года амнистии; кроме того, были распущены созданные Амином репрессивные органы («организация рабочей контрразведки» КАМ, которую возглавлял племянник Х. Амина — Асадулла Амин).
В марте 1982 года Национальная конференция НДПА осудила курс на «ускоренное революционное развитие страны»; при проведении внутренней политики было признано необходимым учитывать сложившиеся общественные, социокультурные, хозяйственные традиции; было предложено улучшить разъяснительную работу и активнее привлекать население к участию в общественно-политической деятельности и реализации правительственных программ.
В ноябре 1985 года Революционный совет ДРА принял декларацию «О национально-демократическом характере революции и её неотложных задачах в современных условиях», которая устанавливала в качестве приоритетного направления расширение социальной базы сторонников правительства и достижение внутреннего мира в стране.
5 января 1987 года правительство объявило о переходе к политике примирения. Было объявлено о стремлении разрешить конфликт путём переговоров, с 15.I.1987 до 15.VII.1987 временно прекращены боевые действия правительственной армии, для решения спорных вопросов была создана Высшая Чрезвычайная комиссия по национальному примирению, в состав которой вошли 277 общественных, религиозных деятелей и старейшин. Для решения вопросов землевладения, проведения водной и земельной реформы в провинциях и уездах были созданы местные комиссии по национальному примирению. Для «зон мира», жители которых прекращали поддержку душманов, были предусмотрены льготы и программы экономической помощи. Переход к новой политики вызвал раскол среди оппозиции: с одной стороны, к этому времени в переговоры с правительством уже вступили 417 отрядов и групп антиправительственной оппозиции общей численностью 37 тысяч человек. С другой стороны, целый ряд руководителей душманов заявил о продолжении вооружённой борьбы.
26 января 1987 года правительством была объявлена амнистия для участников вооружённых антиправительственных формирований за действия, совершенные в период до 15 января 1987 года.

## Политика в отношении племён
На рубеже 1970-х — 1980-х годов кочевые племена насчитывали 3 млн чел. (17 % населения страны).
В первые годы в национальной политике были допущены определённые ошибки в отношении жителей «зоны племён» на границе с Пакистаном, которыми немедленно воспользовалась антиправительственная оппозиция. Значительное количество местного населения ушло на территорию Пакистана, где были созданы «лагеря беженцев». В 1980—1981 годы министр по делам границ и племён Фаиз Мохаммед провел переговоры с представителями кочевых племён, в ходе которых правительство достигло некоторых успехов в отношениях с племенами момандов, шинвари, тани и некоторыми племенами пуштунов: была достигнута договорённость о участии этих племён в охране границы, 20 тыс. человек получили земельные наделы.
Начало интенсивных боевых действий в пограничной зоне, в сочетании с изменениями в политике правительства и действия переходивших через границу группировок душманов (сводивших личные счёты под предлогом «борьбы с отступниками», устанавливавших здесь мины, перехватывавших торговые караваны, отбиравших овец и др. имущество…), привели к изменениям в общественном сознании. Так, в провинции Пактия одним из первых на сторону правительства перешло племя чимкани (4 тыс. чел.), которое оказалось на «линиях снабжения» оппозиции, — душманы, проходившие через их земли во внутренние районы страны, особенно часто совершали грабежи и насилия по отношению к ним, как к самому малочисленному племени; племя джаджи перешло на сторону правительства после того, как прибывшие из Пакистана душманы убили медсестру и врача, занимавшихся лечением местных жителей.
Более крупная община белуджей (25 тысяч человек), занимавшаяся полукочевым скотоводством и земледелием в провинции Нимроз, перешла к активной поддержке правительства после строительства оросительной системы, предназначенной для орошения 20 тысяч гектаров земель и привлечения молодежи к участию в строительстве (зарплата строителей была выше, чем доходы белуджей-овцеводов) и обучении. В 1984 году с разрешения местных властей белуджи сформировали несколько пеших и конных отрядов самообороны для защиты сооружений оросительной системы.
В 1983—1984 годы начался процесс возвращения в страну беженцев из Пакистана. По данным правительства, только в провинцию Нимроз на начало февраля 1984 года возвратилось 10 тыс. жителей.
После начала политики национального примирения возросло количество репатриантов: на пресс-конференции 6 ноября 1987 года М. Наджибула сообщил, что за 230 дней проведения политики национального примирения в страну вернулись 100 тысяч беженцев, сложили оружие 30 тысяч участников вооружённых антиправительственных формирований, власть правительства признали жители 2300 селений, ранее находившихся под контролем душманов.
Тем не менее, как отмечал генерал С. М. Михайлов, «работа среди населения, за привлечение широких масс на сторону народной власти велась очень слабо», а по отношению к беженцам, возвращавшимся в Афганистан, со стороны местных властей были допущены серьёзные просчёты: «когда уже начала претворяться в жизнь политика национального примирения, я был свидетелем такого факта. В районе Асмара провинции Кунар я знакомился с положением дел в афганском полку, который контролировал выходы с пакистанской территории. И вот на моих глазах из Пакистана на родину возвращается племя, человек 150—200. А местные власти не обращают на них никакого внимания, не встречают, ни продуктов ни дают, ни семян, ничего, чтобы люди могли обжиться. Единственный, кто им помогал, был командир полка, кормивший их рисом из солдатского пайка. Такое равнодушие местных властей нередко создавало предпосылки для того, чтобы люди уходили в Пакистан, где они, естественно, попадали под влияние оппозиции. Там же, где такая работа велась активно, население начинало твёрдо поддерживать народную власть, и власть давала им оружие, чтобы они сами могли себя защитить от набегов банд, и я был свидетелем тому в провинциях Кабул, Бадахшан, Герат, как местные племена прекрасно справлялись с этой задачей».
Руководство антиправительственной оппозиции при содействии властей Пакистана и Ирана препятствовало процессу репатриации. Имели место угрозы и расправы (так, Гульбеддин Хекмактияр сообщил, что приказал убивать тех, кто возвращается на родину).

## Вооружённые силы и госбезопасность

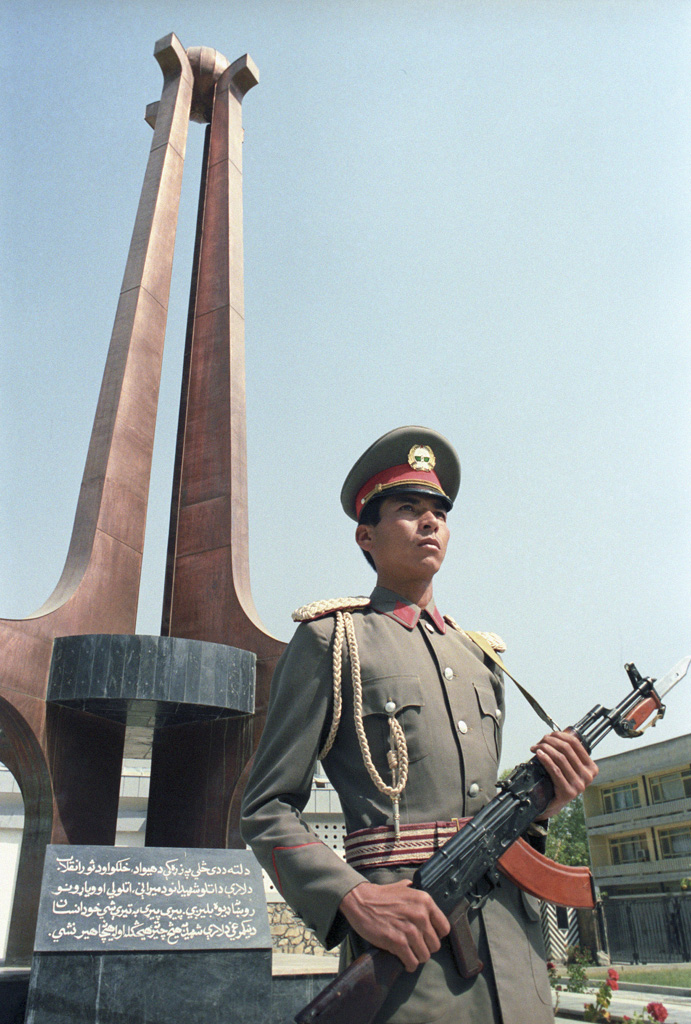
Солдат афганской армии (1986 год)

Численность Вооружённых сил ДРА в конце 1980-х достигала 300 тыс. солдат и офицеров, из них 160 тыс. человек состояли в регулярной армии. На вооружении армии ДРА находилось вооружение и боевая техника советского производства: танки, БМП, БТР, боевая и транспортная авиация, включая вертолёты и др. Свои вооружённые отряды имело также Министерство внутренних дел — Царандой (115 тыс. чел.) и Служба государственной безопасности — ХАД (ок. 20 тыс. чел.).

## Экономика

### Промышленность
В период с апреля 1978 года по май 1982 года в строй вступили 249 промышленных предприятий, минимальная зарплата рабочих выросла на 40-50 % (в зависимости от отраслей промышленности). В 1985 году советские специалисты построили три автозавода по производству «КамАЗов» (Кабул, Хайратон). К 1988 году в Кабуле было открыто предприятие по производству велосипедов, мощностью 15 тысяч штук в год.

### Сельское хозяйство
- 12 июня 1978 года был принят декрет № 6, которым была ликвидирована задолженность крестьян ростовщикам и крупным землевладельцам. По оценке специалистов министерства сельского хозяйства ДРА, 11 млн крестьян были освобождены от уплаты долгов[25].
- 28 ноября 1978 года был принят декрет № 8 о земельной реформе, а в январе 1979 года началось её осуществление. В стране была ликвидирована феодальная система землевладения (правительством была произведена экспроприация земли и недвижимого имущества у 35-40 тысяч крупных землевладельцев), на первом этапе реформы земельные наделы бесплатно получили около 300 тысяч крестьянских семей, при поддержке правительства в стране были созданы первые машинно-тракторные станции[23]; второй этап реформы предусматривал передать для 74 тыс. крестьянских семей ещё 70 тыс. гектаров земель сельскохозяйственного назначения[26]. В общей сложности, к концу 1985 года 313 тысяч безземельных и малоземельных крестьянских семей получили 340 тысяч гектаров земли[27]. Был установлен лимит частной собственности на землю в 6 гектаров[28].

- В феврале 1984 года была принята новая редакция закона о земле, в соответствии с которой часть функций, связанных с распределением земли, ранее находившихся в ведении государственных органов, были переданы крестьянским собраниям и комитетам.

- В январе 1982 года правительство приняло Декрет о воде, согласно которому вода была объявлена национальным достоянием. Отменялась установленная ещё феодальным правом плата за воду, отныне вода для полива земельных наделов предоставлялась крестьянам бесплатно и справедливо, а её распределением должны были заниматься избранные на всекишлачных собраниях комитеты водопользователей во главе с общинными мирабами[29]. Мирабы получали небольшое денежное жалование от комитета водопользования, но основную часть оплаты они получали от крестьян (дважды в год, в виде фиксированной доли от урожая с земельных участков, на которые поступала вода), при этом объём оплаты устанавливался решением самих крестьян на всекишлачном собрании[30].

- Развитие ирригации: в мае 1982 года было создано министерство ирригации, началось расширение Джелалабадской оросительной системы (строительство которой при участии СССР началось ещё в 1961 году). В начале 1985 года она насчитывала один магистральный и несколько оросительных каналов и использовалась для орошения 24 тысяч гектаров земли. В дальнейшем было запланировано создание ещё трех крупных ирригационных проектов в провинции Кундуз (и фактически начато строительство плотины и оросительной системы на реке Ханабад).

- В марте 1982 года был принят закон о кооперативах, который предусматривал поощрение со стороны государства производственной, потребительской и иной кооперации в сельском хозяйстве (в частности, предоставлялись целевые банковские кредиты на приобретение сельскохозяйственных машин, сортовых семян, химических удобрений), а также помощь в сбыте сельхозпродукции. Союзы кооперативов были созданы в четырёх провинциях Афганистана — Нангархар, Кабул, Герат и Джаузджан[26]. В дальнейшем, их количество увеличивалось, началось установление хозяйственных связей и создание координационных структур: по состоянию на апрель 1983 года, в стране действовали Центральный совет кооперативов, 11 провинциальных и 25 уездных союзов кооперативов[32]. К концу 1985 года в стране действовало 560 крестьянских кредитных и снабженческо-сбытовых кооперативов[27].
- В 1982 году для проведения весеннего сева правительство предоставило крестьянам 6 тыс. тонн зерна высокоурожайных сортов[33].

### Транспорт

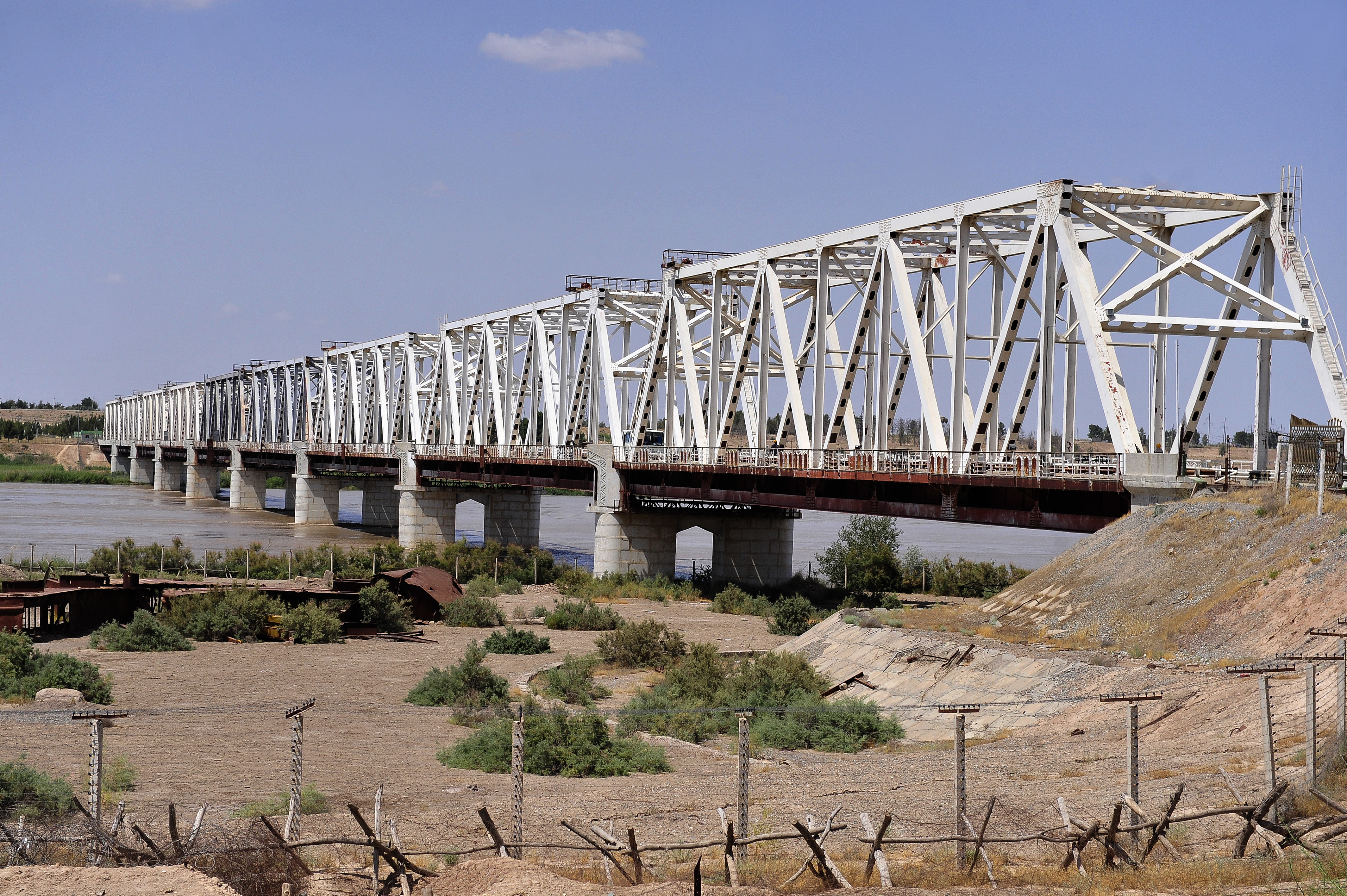
Мост Дружбы в Хайратоне

Только в период с 1979 по 1986 год при содействии СССР в стране было восстановлено и построено свыше 1000 км дорог (в том числе, 110-км дорога Кишим — Файзабад и 75-км дорога Файзабад — Гульхан), возведено 8 мостов длиной 100 и более метров. В 1982 году был введен в эксплуатацию Мост Дружбы. Однако боевые действия и диверсии нанесли значительный урон, и основные усилия были направлены прежде всего на сохранение транспортной инфраструктуры (при участии советских войск, в период с 1979 по 1987 год было разминировано почти 10 000 км дорог, обезврежено свыше 30 тысяч мин и фугасов).
Также при помощи СССР началось развитие железнодорожного транспорта, однако из-за гористого рельефа и гражданской войны планы по развитию железных дорог оказались невостребованными. В начале 1980 была построена ветка Термез-Хайратон.
Для выполнения государственных перевозок была создана совместная советско-афганская транспортная компания «АФСОТР» (AFSOTR). Кроме того, до 17 октября 1987 года из Чехословакии было получено свыше 1500 грузовиков «Татра». Благодаря помощи социалистической Чехословакии в 1979 году в столице страны появился Кабульский троллейбус.

### Ущерб от гражданской войны
В целом за 1981 финансовый год (с 20.03.1981 по 20.03.1982) ВНП страны вырос на 2,4 %.
Боевые действия значительно осложнили осуществление прогрессивных реформ и нанесли серьёзный ущерб состоянию экономики страны:
- По состоянию на 1 января 1983 года, душманами было уничтожено 50 % имевшихся в стране школ, более 50 % больниц, 14 % государственного автотранспорта и три четверти линий связи[37].
- В течение 1983 года душманами было разрушено и сожжено 1700 школ, ущерб составил 156 млн афгани[38].
- За первые шесть с половиной лет (с апреля 1978 до 1985 года) общий ущерб экономике страны составил почти 34 миллиарда афгани[39]; по состоянию на сентябрь 1985 года душманы уничтожили и разрушили 130 больниц, 254 мечети, более 2 тысяч школ и значительное количество иных объектов гражданской инфраструктуры[40]. По состоянию на начало 1986 года было уничтожено 800 грузовиков, что осложнило проблемы транспортировки грузов[41].

С целью привлечь на свою сторону население с течением времени свою политику пересматривало не только правительство, но и антиправительственная оппозиция:
- В начальный период душманы делали ставку на прямой террор в отношении сторонников правительства и своих противников:

- Так, в апреле-мае 1980 года группировка Адам-хана, действовавшая в уезде Сурх-Руд, пользуясь слабостью местных органов власти (в уезде с 80 тыс. жителей было 11 чел. сотрудников милиции и 30 чел. партактива) открыто осуществляла сбор дани с местных жителей и в течение двух месяцев блокировала четыре селения, в которых началась земельная реформа: душманы перекрывали дороги, устраивали засады, стреляли по выходившим работать на поля. После того, как ими была сожжена деревня Кяджа, в которой открыли школу, жители селений Хатырхель, Ибраимхель и Умархель создали первые в стране отряды самообороны (при этом в составе трёх отрядов было только два военнослужащих афганской армии: инструктор — капитан запаса и солдат-радист, остальными были местные жители).
- В 1981 году аул Ботхак, жители которого приняли участие в перераспределении земельных наделов, оказался в осаде: душманы угрожали; перекрывали дороги; стреляли по тем, кто выходил работать на полях; жгли посевы; пытались перекрыть подачу воды, ворваться в село и поджечь дома местных активистов….

- Позднее тактика изменилась: увеличились суммы вознаграждения за убийства членов НДПА, учителей и активистов новой власти, ужесточили месть родственникам активистов и сторонников, но при этом дехканам перестали препятствовать в проведении сельскохозяйственных работ («работайте, хлеб и вам и нам нужен»); продукты начали покупать за деньги, а не отбирать силой; некоторым крестьянам начали выдавать «охранные грамоты» (причем в одном случае, такую охранную грамоту выписали даже на трактор, использовавшийся сельхозкооперативом), а при минировании дорог оставляли условный знак для местных жителей (рассыпанная на обочине горсть пшеницы; стопка камешков; сломанная ветка, прислонённая к стволу дерева…)[44].

## Культура

### Наука

#### Космическая программа

29 августа 1988 года представитель Демократической Республики Афганистан, капитан афганских ВВС Абдул Моманд в рамках советской космической программы Интеркосмос принял участие в космическом полёте на корабле «Союз ТМ-6». За 7 дней на борту им было сделано десятки фотоснимков Афганистана, что позволило впервые создать картографический атлас Афганистана. Благодаря этой программе Афганистан получил первого и до сих пор единственного национального космонавта, получившего от СССР звание Героя Советского Союза.

### СМИ
В период ДРА средства массовой информации были представлены Кабульским телевидением (لویزیون), Всеафганским радио (رادیو) и газетами: «Хакикате инкилабе саур» (дари حقيقت انقلاب ثور: «Правда об Апрельской революции», с 1980), «Хивад» («Родина»), «Хакикате сарбаз», «Дерафши джаванен» («Молодежное знамя»). Если газеты появились ещё в конце XIX века, то первый телецентр был открыт вскоре после апрельской революции. На 1979 год основными газетами страны были: «Анис», «Хивад», «Инкилаб-е Саур», «Кабул Таймс»

## Социальная сфера

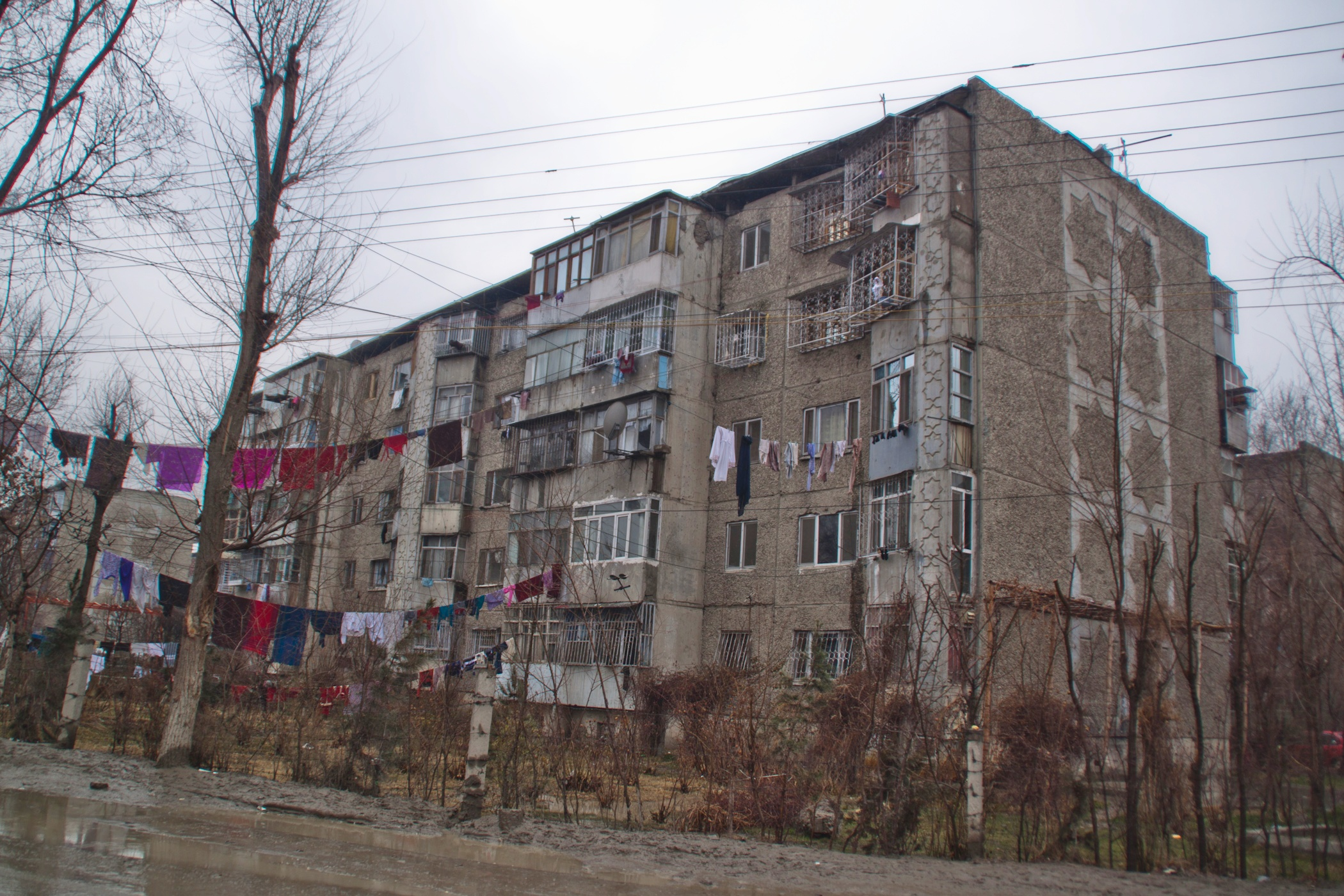
Типовые советские «хрущевки» в Кабуле (район Макрореян)

### Жилищное строительство
На рубеже 1970-х-1980-х годов обстановка с жильём в Афганистане была весьма сложной: даже в столице страны из 70 тысяч жилых зданий 40 тысяч составляло аварийное и ветхое жильё, программа улучшения жилищных условий отсутствовала. В 1979 году был утверждён план жилищного строительства, который предусматривал планирование городской застройки, озеленение городов, приняты программа субсидирования (государственная ссуда на приобретение или строительство жилья сроком на 20 лет) и схема кооперативного строительства жилья («хашар» — при строительстве кооперативного дома часть квартир получали семьи строителей). Первый кооперативный дом был построен уже через три месяца после начала программы. Примечательным памятником этого периода стал «Макрореян» — район Кабула, построенный «советскими специалистами» (шурави-мушавер). Блочные типовые «советские пятиэтажки» (хрущевки) дополнялись площадью, подстанциями, магазинами, футбольными площадками и Домом Культуры.

### Медицинское обслуживание
До революции система здравоохранения была крайне слабо развита (по данным ВОЗ, на начало 1978 года в стране имелось 900 врачей и медработников, 76 больниц на 5419 мест и один родильный дом). Улучшение системы государственного здравоохранения было признано одним из приоритетных направлений политики. Одним из первых декретов было введено бесплатное медицинское обслуживание для работников государственных предприятий, а также льготные цены на продажу лекарств и медицинское обслуживание для крестьян и рабочих. По состоянию на начало 1983 года, в стране действовало 60 больниц, 289 провинциальных и местных центров здоровья, 189 лабораторий, 53 зубоврачебные клиники, 79 рентгеновских кабинетов, 15 донорских центров и 630 аптек, к этому времени удалось значительно снизить уровень инфекционных и детских заболеваний. Боевые действия и диверсии нанесли значительный урон системе здравоохранения (уже на начало 1983 года убытки от обстрелов, поджогов и разрушения медицинских учреждений составили 367 млн афгани, убытки от уничтожения медицинского транспорта составили ещё 102 млн афгани).
- С 1979 по 1985 количество афганских врачей в стране увеличилось с 900 до 1200 (кроме того, в стране работали советские медики)[51]. В целом, как сообщил в интервью министр общественного здравоохранения ДРА, за девять лет после революции, в период с декабря 1978 года до мая 1987 года количество больниц в стране увеличилось в 1,5 раза, количество койко-мест — в два раза, количество врачей и медработников — почти в три раза, несмотря на противодействие со стороны антиправительственной оппозиции (за этот период были сожжены и разрушены 200 больниц, убиты многие медработники)[52].
- Правительство начало выполнение нескольких целевых медицинских программ: по борьбе с туберкулезом и инфекционными заболеваниями, по борьбе со слепотой, по защите материнства и детства[52].
- В 1978 году в Кабуле был открыт первый в стране родильный дом «Малалай Зежантун» на 370 мест[53], а также первый в стране Центр матери и ребёнка (в котором были расположены ясли, детсад и бесплатная поликлиника)[54].
- 22 апреля 1987 года в Кабуле была открыта первая в стране станция переливания крови[55].

### Образование и общественно-политическая жизнь
- В стране было введено всеобщее избирательное право, создана светская система местного самоуправления, при поддержке со стороны государства проходило создание светских общественных организаций (в том числе молодёжных и женских). В марте 1981 года состоялся первый съезд профсоюзов (при этом профсоюзы некоторых профессий были созданы впервые)[56]. 29 сентября 1981 года, после публикации текста законопроекта в газете «Хивад» и обсуждения на местах, был принят закон о местных органах государственной власти и управления — территориальных советах («джирга»), которые избирались населением сроком на три года[57].

- 16-17 ноября 1983 года в Кабуле прошла первая конференция представителей местных советов («общенациональная джирга»), в которой участвовали 400 делегатов.

- Масштабная кампания по ликвидации неграмотности — правительством были разработаны, приняты и утверждены 9-летний план кампании ликвидации неграмотности среди городского населения и 11-летний план кампании ликвидации неграмотности среди сельского населения[59]. В начале 1982 года в стране действовало 23 тыс. курсов, на которых обучались 530 тыс. крестьян, рабочих, служащих и солдат правительственной армии[60]. По состоянию на начало 1988 года на курсах ликвидации неграмотности научились читать более 1 млн человек, научились писать — более полумиллиона[27].
- Строительство школ: только в период с мая 1978 года до начала 1981 года количество школ в стране увеличилось с 4185 до 5300[61].
- Школьная реформа — вместо существовавшей ранее 12-летней многоступенчатой системы образования в 1982 году была введена единая бесплатная 10-летняя трёхуровневая система школьного образования, которая включала: четырёхлетнюю программу начальной школы, 8-летнюю программу неполного среднего образования и 10-летнюю программу среднего образования. Учебный план, структура учебного года и программы обучения были разработаны при участии советских специалистов[59]. Школьные учебники отныне бесплатно предоставлялись учащимся (хотя в ряде мест, в связи с нехваткой учебной литературы, учебники находились в школе, а занятие учеников проходили посменно). При школах оборудовали спортивные площадки и кабинеты труда (причем обучение девочек работе на швейных машинках значительно повысило ценность получения школьного образования в глазах их родителей, и в 1983 году количество учениц существенно увеличилось)[38].
- В 1980 году для школьников 10-15 лет была создана по советскому образу Афганская пионерская организация. Печатным органом был журнал Пишаханг (Пионер) и газета Ситара (Звездочка)[62].
- Программа повышения культурного уровня и просвещения — предусматривала открытие сети городских и районных библиотек. Также в Кабуле был открыт театр-студия «Кабул нандари», в 1982 году поставивший первый в истории страны спектакль для детей («Белоснежка и семь гномов»)[59].
- В период с апреля 1978 года по май 1982 года в стране было построено и открыто более 200 школ[23]. До конца 1984 года в стране было построено и открыто 500 библиотек, 800 школ, 24 лицея, 15 ПТУ, 2 техникума и 5 высших учебных заведений[63].
- За достижения в области ликвидации неграмотности, развитие системы образования и культуры, в 1986 году Афганистан был награждён медалью и Дипломом ЮНЕСКО[63].
- эмансипация женщин — 13 октября 1978 года правительством был принят декрет о предоставлении женщинам равных прав с мужчинами, в дальнейшем были введены запрет принудительных браков, возрастные ограничения при их заключении и отменён обычай калыма.

### Воспитание детей-сирот
- Для воспитания детей-сирот, под эгидой общества «Ватан» («Родина») 3 октября 1984 года в стране были открыты первые детские дома и интернаты. По состоянию на 1 июня 1987 года в стране действовали 15 школ-интернатов для двух тысяч детей-сирот, ещё две тысячи детей-сирот были приняты на воспитание в интернаты СССР и социалистических стран. Помимо получения 10-летнего школьного образования, было предусмотрено обучение воспитанников 11 рабочим специальностям (в частности, девочек обучали вышиванию, пошиву одежды, ковроткачеству, кулинарии и машинописи)[64]. Детские дома и интернаты получали помощь со стороны правительства СССР, а также ряда советских общественных организаций и рядовых советских граждан[65].

## Символы государства
Флаг ДРА первоначально представлял собой красное полотнище, на котором арабской вязью на дари была нанесена золотая надпись خلق (хальк, народ). Надпись была частью герба, который также содержал золотую пятиконечную звезду и золотые колосья, обвитые красной лентой. Надписи на ленте гласили: Саурская революция 1357 год и Демократическая Республика Афганистан.

## Религия
Правительство ДРА проводило курс на построение в Афганистане светского государства, в связи с чем отношение к религии и духовенству было не вполне однозначным:
- С одной стороны, правительство проводило политику секуляризации, ограничения влияния религии и мусульманского духовенства в общественной жизни, также в результате реформ были ограничены имущественные права духовенства. В результате, статус, влияние и имущественное положение духовенства ухудшились; кроме того, имели место аресты представителей духовенства, выступавших против правительства и поддерживавших антиправительственные силы, что давало основания говорить о преследовании духовенства в ДРА;
- С другой стороны, правительство стремилось привлечь на свою сторону представителей духовенства, поскольку учитывало влияние религии и духовенства в стране (хотя это влияние недооценивали, особенно в первые годы).

Крупным просчётом новой власти являлось неверное отношение к религии как к анахронизму. Такой подход не учитывал, что за несколько веков существования на территории Афганистана ислам глубоко проник не только в общественное сознание, но и в общественную жизнь, стал неотъемлемым элементом национальной культуры. В этой связи отказ руководства ДРА от трёхцветного чёрно-красно-зелёного флага и его замена на красный, а также исключение символов исламской веры из государственного герба рассматривались населением не только как отход НДПА от национальной традиции, но и как оскорбление чувств верующих.
В июле 1980 года по инициативе правительства состоялась первая в истории страны конференция улемов, в которой приняло участие более 600 представителей духовенства. Власти признали, что в период нахождения у власти Х. Амина в отношении верующих и духовенства были допущены серьёзные ошибки, и приняли меры для их исправления. Были даны гарантии о сохранении Совета улемов. Правительство выделило из бюджета страны специальный государственный фонд для ремонта и строительства мечетей. Была увеличена квота, выделяемая для паломников в Мекку. В дальнейшем правительство продолжало попытки установить «общий язык» с духовенством.
- Так, в 1981 финансовом году (с 20.III.1981 по 20.III.1982) правительство оказало духовенству помощь топливом, выделило 5 млн афгани на ремонт и реконструкцию мечетей; ещё 29 мечетей было построено на государственные средства[33].
- С другой стороны, после начала боевых действий в стране начался процесс политического размежевания, часть духовенства примкнула к антиправительственной оппозиции. Душманы также считали сторонников правительства в среде духовенства своими противниками: ими были убиты настоятель главной мечети Кабула Маулана Абдул Хамид, имам кабульской мечети Иттефак, маулави Насрулла Гардези, шейх Али Хусейн Наток, мулла Гулям Сиддик и другие; они же взорвали бомбу в мечети Кабульского политехнического института, взорвали гостиницу для паломников в Мазари-Шарифе, пустили ракету во двор мечети в Герате, бросили гранату во двор медресе Дар-уль-Хефаз[70]… Как сообщил председатель Высшего совета улемов Афганистана Сайед Афгани, к 1983 году душманы убили 86 представителей духовенства[71]. По состоянию на 16 марта 1984 года, душманами было убито более 200 представителей духовенства[72].

## След в истории
Как отмечает британский дипломат Родрик Брейтвейт, во второй половине 2000-х годов ностальгия по ДРА была распространённым явлением среди афганского населения.

### Комментарии
1. ↑  как Генеральный секретарь ЦК НДПА
2. ↑  24 ноября 1986, как Председатель Революционного совета
3. ↑  с 30 сентября 1986 — Председатель Революционного совета Афганистана
4. ↑  После — Президент Афганистана